# Leptonetidae
Los leptonétidos (Leptonetidae) son una familia de arañas araneomorfas haploginas (no poseen órganos genitales femeninos endurecidos) que incluyen 15 géneros y cerca de 200 especies. Esta familia es pobremente conocida fuera del círculo de especialistas. Son por lo general diminutas, tienen 6 ojos ordenados en un semicírculo o cuatro al frente y dos posteriores. Viven en cuevas o en hojas caídas. Se encuentran por el Mediterráneo, en Eurasia, Japón  y el Nuevo Mundo.

## Géneros
- Appaleptoneta Platnick, 1986 (Estados Unidos)
- Archoleptoneta Gertsch, 1974 (Estados Unidos, México, Panamá)
- Barusia Kratochvíl, 1978 (Croacia, Grecia, Montenegro)
- Calileptoneta Platnick, 1986 (Estados Unidos)
- Cataleptoneta Denis, 1955 (Turquía, Creta, Líbano)
- Chisoneta Ledford & Griswold, 2011
- Darkoneta Ledford & Griswold, 2010
- Falcileptoneta Komatsu, 1970 (Japón)
- Guineta Lin & Li, 2010
- Leptoneta Simon, 1872 (Europa Meridional, Asia Central, Estados Unidos)
- Leptonetela Kratochvíl, 1978 (Grecia, Turquía, Azerbaiyán, Georgia)
- Masirana Kishida, 1942 (Japón)
- Montanineta Ledford & Griswold, 2011
- Neoleptoneta Brignoli, 1972 (México, Estados Unidos)
- Ozarkia Ledford & Griswold, 2011
- Paraleptoneta Fage, 1913 (Tunicia, Argelia, Italia)
- Protoleptoneta Deltshev, 1972 (Europa)
- Rhyssoleptoneta Tong & Li, 2007 (China)
- Sinoneta Lin & Li, 2010
- Sulcia Kratochvíl, 1938 (Balcanes, Grecia)
- Tayshaneta Ledford & Griswold, 2011
- Teloleptoneta Ribera, 1988 (Portugal)
- †Eoleptoneta Wunderlich, 1991
- †Oligoleptoneta Wunderlich 2004